# Campionati mondiali giovanili di nuoto 2011
La terza edizione dei Campionati mondiali giovanili di nuoto si è svolta a Lima (Perù) dal 16 al 21 agosto 2011. Alla competizione hanno partecipato nuotatori di età compresa tra i 16-18 anni ('93,'94,'95) e nuotatrici di 15-17 anni ('94,'95,'96). Hanno altresì potuto partecipare non più di 2 nuotatori per federazione ed evento.

## Programma gare
| \| \| 16 agosto \|       | \| \| 16 agosto \| |
| ------------------------ | ------------------ |
| Mattino                  |                    |
| 400 m stile libero (M)   | Batterie           |
| 50 m rana (F)            | Batterie           |
| 100 m dorso (M)          | Batterie           |
| 400 m misti (F)          | Batterie           |
| 100 m rana (M)           | Batterie           |
| 100 m dorso (F)          | Batterie           |
| 4x100 m stile libero (M) | Batterie           |
| 4x200 m stile libero (F) | Batterie           |
| Pomeriggio               |                    |
| 400 m stile libero (F)   | Finali             |
| 50 m rana (F)            | Semifinali         |
| 100 m dorso (M)          | Semifinali         |
| 400 m misti (F)          | Finali             |
| 100 m rana (M)           | Semifinali         |
| 100 m dorso (F)          | Semifinali         |
| 4x100 m stile libero (M) | Finali             |
| 4x200 m stile libero (F) | Finali             |
|                          | 16 agosto          |

| \| \| 17 agosto \|     | \| \| 17 agosto \| |
| ---------------------- | ------------------ |
| Mattino                |                    |
| 200 m misti (M)        | Batterie           |
| 100 m stile libero (F) | Batterie           |
| 100 m delfino (M)      | Batterie           |
| 200 m delfino (F)      | Batterie           |
| 200 m stile libero (M) | Batterie           |
| 800 m stile libero (F) | Prima serie        |
| Pomeriggio             |                    |
| 800 m stile libero (F) | Seconda serie      |
| 100 m dorso (M)        | Finali             |
| 200 m delfino (F)      | Finali             |
| 200 m stile libero (M) | Finali             |
| 50 m rana (F)          | Finali             |
| 100 m delfino (M)      | Semifinali         |
| 100 m stile libero (F) | Semifinali         |
| 100 m rana (M)         | Finali             |
| 100 m dorso (F)        | Finali             |
| 200 m misti (M)        | Finali             |
|                        | 17 agosto          |

| \| \| 18 agosto \|     | \| \| 18 agosto \| |
| ---------------------- | ------------------ |
| Mattino                |                    |
| 50 m delfino (F)       | Batterie           |
| 50 m dorso (M)         | Batterie           |
| 100 m rana (F)         | Batterie           |
| 50 m stile libero (M)  | Batterie           |
| 200 m dorso (F)        | Batterie           |
| 800 m stile libero (M) | Prima serie        |
| Pomeriggio             |                    |
| 800 m stile libero (M) | Seconda serie      |
| 50 m delfino (F)       | Semifinali         |
| 50 m stile libero (M)  | Semifinali         |
| 200 m stile libero (M) | Finali             |
| 100 m delfino (M)      | Finali             |
| 100 m rana (F)         | Semifinali         |
| 50 m dorso (M)         | Semifinali         |
| 100 m stile libero (M) | Finali             |
|                        | 18 agosto          |

| \| \| 19 agosto \|       | \| \| 19 agosto \| |
| ------------------------ | ------------------ |
| Mattino                  |                    |
| 50 m dorso (F)           | Batterie           |
| 50 m delfino (M)         | Batterie           |
| 400 m stile libero (F)   | Batterie           |
| 200 m rana (M)           | Batterie           |
| 200 m misti (F)          | Batterie           |
| 4x200 m stile libero (M) | Batterie           |
| Pomeriggio               |                    |
| 50 m dorso (F)           | Semifinali         |
| 200 m rana (M)           | Finali             |
| 50 m delfino (F)         | Finali             |
| 50 m dorso (M)           | Finali             |
| 100 m rana (F)           | Finali             |
| 50 m delfino (M)         | Semifinali         |
| 400 m stile libero (F)   | Finali             |
| 50 m stile libero (M)    | Finali             |
| 200 m misti (F)          | Finali             |
| 4x200 m stile libero (M) | Finali             |
|                          | 19 agosto          |

| \| \| 20 agosto \|       | \| \| 20 agosto \| |
| ------------------------ | ------------------ |
| Mattino                  |                    |
| 100 m stile libero (M)   | Batterie           |
| 100 m delfino (F)        | Batterie           |
| 400 m misti (M)          | Batterie           |
| 50 m stile libero (F)    | Batterie           |
| 50 m rana (M)            | Batterie           |
| 4x100 m stile libero (F) | Batterie           |
| 1500 m stile libero (F)  | Prima serie        |
| Pomeriggio               |                    |
| 1500 m stile libero (F)  | Seconda serie      |
| 100 m stile libero (M)   | Semifinali         |
| 100 m delfino (F)        | Semifinali         |
| 50 m delfino (M)         | Finali             |
| 50 m stile libero (F)    | Semifinali         |
| 50 m rana (M)            | Semifinali         |
| 50 m dorso (F)           | Finali             |
| 400 m misti (M)          | Finali             |
| 4x100 m stile libero (M) | Finali             |
|                          | 20 agosto          |

| \| \| 21 agosto \|      | \| \| 21 agosto \| |
| ----------------------- | ------------------ |
| Mattino                 |                    |
| 200 m dorso (M)         | Batterie           |
| 200 m rana (F)          | Batterie           |
| 200 m delfino (M)       | Batterie           |
| 200 m stile libero (F)  | Batterie           |
| 4x100 m misti (M)       | Batterie           |
| 4x100 m misti (F)       | Batterie           |
| 1500 m stile libero (M) | Prima serie        |
| Pomeriggio              |                    |
| 100 m stile libero (M)  | Finali             |
| 200 m rana (F)          | Finali             |
| 200 m dorso (M)         | Finali             |
| 100 m delfino (F)       | Finali             |
| 1500 m stile libero (M) | Seconda serie      |
| 50 m stile libero (F)   | Finali             |
| 200 m delfino (M)       | Finali             |
| 50 m rana (M)           | Finali             |
| 200 m stile libero (F)  | Finali             |
| 4x100 m misti (M)       | Finali             |
| 4x100 m misti (F)       | Finali             |
|                         | 21 agosto          |

## Medagliere
| Pos.   | Paese         | Oro | Argento | Bronzo | Totale |
| ------ | ------------- | --- | ------- | ------ | ------ |
| 1      | Stati Uniti   | 11  | 8       | 3      | 22     |
| 2      | Giappone      | 7   | 9       | 3      | 19     |
| 3      | Canada        | 4   | 5       | 5      | 14     |
| 4      | Australia     | 4   | 1       | 3      | 8      |
| 5      | Ucraina       | 4   | 1       | 2      | 7      |
| 6      | Italia        | 2   | 6       | 5      | 13     |
| 7      | Gran Bretagna | 2   | 2       | 3      | 7      |
| 8      | Spagna        | 2   | 1       | 3      | 6      |
| 9      | Grecia        | 1   | 2       | 2      | 5      |
| 10     | Germania      | 1   | 0       | 1      | 2      |
| 11     | Egitto        | 1   | 0       | 0      | 1      |
| 11     | Slovenia      | 1   | 0       | 0      | 1      |
| 13     | Cina          | 0   | 3       | 1      | 4      |
| 14     | Polonia       | 0   | 2       | 1      | 3      |
| 15     | Russia        | 0   | 1       | 4      | 5      |
| 16     | Croazia       | 0   | 1       | 0      | 1      |
| 17     | Brasile       | 0   | 0       | 1      | 1      |
| 17     | Francia       | 0   | 0       | 1      | 1      |
| 17     | Sudafrica     | 0   | 0       | 1      | 1      |
| Totale | Totale        | 40  | 42      | 39     | 121    |

## Podi

### Uomini
| Evento               | Oro | Tempo      | Argento                                                                                              | Tempo            | Bronzo                                                                                                 | Tempo    |
| Stile libero         | |            | |                  | |          |
| 50 m                 | Cameron McEvoy                                                                                         | 22"69      | Aitor Martinez Rodriguez                                                                             | 22"72            | Kristián Goloméev                                                                                      | 22"80    |
| 100 m                | Cameron McEvoy                                                                                         | 50"16      | Dmitry Ermakov Pawel Werner                                                                          | 50"46 (ex aequo) | - | -        |
| 200 m                | Chad Bobrosky                                                                                          | 1'49"13    | Pawel Werner                                                                                         | 1'49"39          | Cameron McEvoy                                                                                         | 1'50"12  |
| 400 m                | Fumiya Hidaka                                                                                          | 3'50"97    | Chad Bobrosky                                                                                        | 3'51"46          | Evan Pinion                                                                                            | 3'51"47  |
| 800 m                | Evan Pinion                                                                                            | 7'55"92    | Gabriele Detti                                                                                       | 8'00"22          | Gregorio Paltrinieri                                                                                   | 8'02"06  |
| 1500 m               | Evan Pinion                                                                                            | 15'11"03   | Gregorio Paltrinieri                                                                                 | 15'15"02         | Gabriele Detti                                                                                         | 15'18"46 |
| Dorso                | |            | |                  | |          |
| 50 m                 | Christian Diener                                                                                       | 25"59      | Jacob Pebley                                                                                         | 25"75            | Niccolò Bonacchi                                                                                       | 25"78    |
| 100 m                | Jacob Pebley                                                                                           | 55"01      | Fabio Laugeni                                                                                        | 55"68            | Kōsuke Hagino                                                                                          | 55"68    |
| 200 m                | Jacob Pebley                                                                                           | 1'58"73    | Kōsuke Hagino                                                                                        | 1'58"94          | Ryan Murphy                                                                                            | 1'59"63  |
| Rana                 | |            | |                  | |          |
| 50 m                 | Panagiōtīs Samilidīs                                                                                   | 28"27      | Akihiro Yamaguchi Craig Benson                                                                       | 28"44 (ex aequo) | - | -        |
| 100 m                | Craig Benson                                                                                           | 1'01"34    | Akihiro Yamaguchi                                                                                    | 1'01"54          | Panagiōtīs Samilidīs                                                                                   | 1'01"64  |
| 200 m                | Akihiro Yamaguchi                                                                                      | 2'11"70    | Oleksiy Rozhkov                                                                                      | 2'13"94          | Maksym Shemberev                                                                                       | 2'14"08  |
| Delfino              | |            | |                  | |          |
| 50 m                 | Maclin Davis                                                                                           | 24"26      | Mihael Vukic                                                                                         | 24"30            | Martino Lucatello                                                                                      | 24"54    |
| 100 m                | Maclin Davis                                                                                           | 53"24      | Kenta Hirai                                                                                          | 53"40            | Arthur Mendes Filho                                                                                    | 53"96    |
| 200 m                | Kenta Hirai                                                                                            | 1'57"16 CR | Andreas Vazaios                                                                                      | 1'59"27          | Mackenzie Darragh                                                                                      | 1'59"31  |
| Misti                | |            | |                  | |          |
| 200 m                | Kōsuke Hagino                                                                                          | 2'00"90    | Andreas Vazaios                                                                                      | 2'01"64          | Maksym Shemberev                                                                                       | 2'02"37  |
| 400 m                | Maksym Shemberev                                                                                       | 4'15"64    | Li Xiang                                                                                             | 4'17"00          | Kōsuke Hagino                                                                                          | 4'17"15  |
| Staffette            | |            | |                  | |          |
| 4×100 m stile libero | Stati Uniti Matt Ellis (50"83) Allen Browning (50"49) Kyle Darmody (50"15) Seth Stubblefield (49"63)   | 3'21"10    | Canada Luke Peddie (50"76) Alec Page (51"40) Omar Arafa (49"86) Chad Bobrosky (49"66)                | 3'21"68          | Russia Nikita Kitaev (51"62) Dmitri Kuleshov (51"11) Aleksandr Klyukin (50"34) Dmitry Ermakov (49"66)  | 3'22"73  |
| 4×200 m stile libero | Canada Alec Page (1'51"64) Keegan Zanatta (1'51"16) Omar Arafa (1'51"20) Chad Bobrosky (1'49"95)       | 7'22"95    | Cina Qiu Yinghua (1'51"97) Pu Wenjie (1'50"20) Li Xiang (1'50"65) Mao Feilian (1'50"46)              | 7'23"28          | Polonia Pawel Werner (ND) Filip Bujoczek (ND) Michal Poprawa (1'52"19) Radoslaw Bor (1'51"19)          | 7'24"09  |
| 4×100 m misti        | Stati Uniti Jacob Pebley (55"06) Nicolas Fink (1'02"16) Maclin Davis (52"44) Seth Stubblefield (49"99) | 3'39"65    | Giappone Kōsuke Hagino (55"67) Akihiro Yamaguchi (1'00"56) Kenta Hirai (52"99) Fumiya Hidaka (50"70) | 3'39"92          | Italia Fabio Laugeni (56"15) Flavio Bizzarri (1'03"17) Martino Lucatello (53"68) Giacomo Ferri (49"44) | 3'42"44  |

### Donne
| Evento               | Oro | Tempo    | Argento                                                                                                   | Tempo    | Bronzo | Tempo            |
| Stile libero         | |          | |          | |                  |
| 50 m                 | Bronte Campbell                                                                                           | 25"22    | Lia Neal                                                                                                  | 25"30    | Chantal van Landeghem                                                                                                 | 25"35            |
| 100 m                | Lia Neal                                                                                                  | 54"90    | Chantal van Landeghem                                                                                     | 55"29    | Bronte Campbell | 55"46            |
| 200 m                | Brittany MacLean                                                                                          | 1'58"93  | Chelsea Chenault                                                                                          | 1'59"69  | Fu Yuanhui | 1'59"70          |
| 400 m                | Brittany MacLean                                                                                          | 4'10"32  | Bonnie Macdonald                                                                                          | 4'11"86  | Gillian Ryan | 4'12"28          |
| 800 m                | Bonnie Macdonald                                                                                          | 8'32"30  | Gillian Ryan                                                                                              | 8'33"46  | Claudia Dasca | 8'34"29          |
| 1500 m               | Tjaša Oder                                                                                                | 16'18"63 | Rachel Zilinskas                                                                                          | 16'18"85 | Claudia Dasca | 16'24"30         |
| Dorso                | |          | |          | |                  |
| 50 m                 | Daryna Zevina                                                                                             | 28"45    | Emma K" Saunders                                                                                          | 28"76    | Chantal van Landeghem                                                                                                 | 29"01            |
| 100 m                | Daryna Zevina                                                                                             | 1'00"59  | Fu Yuanhui                                                                                                | 1'01"13  | Emma K" Saunders | 1'02"35          |
| 200 m                | Daryna Zevina                                                                                             | 2'10"43  | Miyu Otsuka                                                                                               | 2'11"02  | Karley Mann | 2'11"40          |
| Rana                 | |          | |          | |                  |
| 50 m                 | Lisa Fissneider                                                                                           | 31"51    | Sarah Haase                                                                                               | 31"84    | Claire Polit | 31"95            |
| 100 m                | Lisa Fissneider                                                                                           | 1'07"71  | Kanako Watanabe                                                                                           | 1'08"89  | Irina Novikova | 1'09"10          |
| 200 m                | Kanako Watanabe                                                                                           | 2'25"52  | Lisa Fissneider                                                                                           | 2'26"01  | Irina Novikova | 2'26"04          |
| Delfino              | |          | |          | |                  |
| 50 m                 | Farida Hisham Osman                                                                                       | 26"69    | Kendyl Stewart                                                                                            | 26"78    | Vanessa Mohr Chantal van Landeghem                                                                                    | 26"85 (ex aequo) |
| 100 m                | Rachel Kelly                                                                                              | 59"37    | Rino Hosoda                                                                                               | 59"39    | Alexandra Wenk | 59"64            |
| 200 m                | Judith Ignacio Sorribes                                                                                   | 2'08"25  | Alessia Polieri                                                                                           | 2'09"65  | Miyu Otsuka | 2'11"35          |
| Misti                | |          | |          | |                  |
| 200 m                | Beatriz Gomez Cortés                                                                                      | 2'13"57  | Emu Higuchi                                                                                               | 2'13"96  | Erika Seltenreich-Hodgson                                                                                             | 2'15"62          |
| 400 m                | Miyu Otsuka                                                                                               | 4'40"98  | Alessia Polieri                                                                                           | 4'43"41  | Claudia Dasca | 4'43"53          |
| Staffette            | |          | |          | |                  |
| 4×100 m stile libero | Stati Uniti Kristen Vreveld (55"64) Simone Manuel (55"90) Rachel Acker (56"48) Lia Neal (54"83)           | 3'42"85  | Canada Brittany MacLean (55"65) Victoria Chan (57"27) Lauren Earp (55"63) Chantal van Landeghem (54"69)   | 3'43"24  | Regno Unito Amelia Maughan (57"03) Emma K" Saunders (55"99) Emily Jones (57"70) Jessica Lloyd (55"27)                 | 3'45"99          |
| 4×200 m stile libero | Stati Uniti Julia Anderson (2'00"10) Lia Neal (1'59"41) Gillian Ryan (2'09"98) Chelsea Chenault (1'59"84) | 8'00"33  | Canada Lauren Earp (2'01"37) Victoria Chan (2'03"07) Tabitha Baumann (2'03"43) Brittany MacLean (1'57"05) | 8'04"92  | Australia Bonnie Macdonald (2'00"23) Brianna Throssell (2'02"24) Taylor McKeown (2'03"61) Mikkayla Sheridan (2'00"60) | 8'06"68          |
| 4×100 m misti        | Giappone Yukiko Watanabe (1'02"91) Kanako Watanabe (1'08"32) Rino Hosoda (59"44) Mao Kawakami (54"98)     | 4'05"65  | Stati Uniti Kylie Stewart (1'02"46) KC Moss (1'11"73) Kendyl Stewart (58"76) Lia Neal (54"84)             | 4'07"79  | Russia Julia Larina (1'03"00) Irina Novikova (1'09"10) Daria Tcvetkova (59"86) Veria Kolotushkina (56"03)             | 4'07"99          |

### Legenda
- = Record dei Campionati
- ND = non disponibile

## Plurimedagliati
| Pos. | Atleta            | Sesso | Paese       | Oro | Argento | Bronzo | Totale |
| ---- | ----------------- | ----- | ----------- | --- | ------- | ------ | ------ |
| 1    | Lia Neal          | F     | Stati Uniti | 3   | 2       | 0      | 5      |
| 2    | Jacob Pebley      | M     | Stati Uniti | 3   | 1       | 0      | 4      |
| 3    | Daryna Zevina     | F     | Ucraina     | 3   | 0       | 0      | 3      |
| 3    | Maclin Davis      | M     | Stati Uniti | 3   | 0       | 0      | 3      |
| 5    | Chad Bobrosky     | M     | Canada      | 2   | 2       | 0      | 4      |
| 5    | Brittany Maclean  | F     | Canada      | 2   | 2       | 0      | 4      |
| 7    | Lisa Fissneider   | F     | Italia      | 2   | 1       | 0      | 3      |
| 7    | Kanako Watanabe   | F     | Giappone    | 2   | 1       | 0      | 3      |
| 9    | Cameron McEvoy    | M     | Australia   | 2   | 0       | 1      | 3      |
| 9    | Evan Pinion       | M     | Stati Uniti | 2   | 0       | 1      | 3      |
| 11   | Seth Stubblefield | M     | Stati Uniti | 2   | 0       | 0      | 2      |
| 12   | Kōsuke Hagino     | M     | Giappone    | 1   | 2       | 2      | 5      |